# 塔乌鲁火山
塔乌鲁火山（Tavurvur）是一座活跃的复式火山，坐落在巴布亚新几内亚东新不列颠省拉包尔附近。它是拉包尔火山的一个排气口位于其东部边缘上。该火山是拉包尔火山最活跃的部分，最近的一次喷发时间为2014年8月。
2014年8月29号，塔乌鲁火山突然喷发，大批周边居民被迫撤离，部分途经火山上空的国际航班更改航线。据当地居民称，火山喷出的火山灰覆盖了周围区域，厚度大约有1厘米。

## 历史
1937年，塔乌鲁火山和附近的沃尔坎火山（Vulcan）的喷发导致507人死亡，并对拉包尔的城镇造成了巨大的破坏。1994年，该火山与沃尔坎火山再度一起喷发，拉包尔绝大部分地区被废弃，并促使省政府将省会搬迁到科可波（Kokopo）。
2006年10月7日，塔乌鲁火山再次喷发，开始的爆炸震碎12公里以外的窗户，火山灰高达18公里，进入了平流层。 幸运的是这次风把大部分灰尘吹离了拉包尔。

## 图集

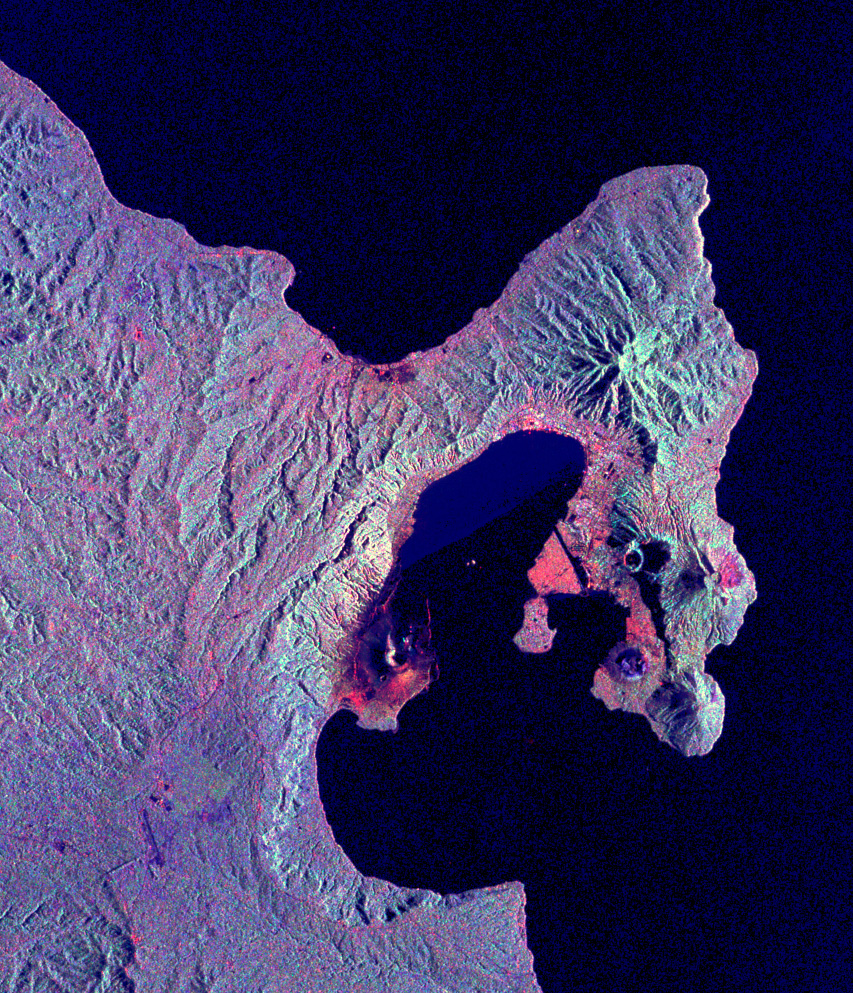
拉包尔火山的太空雷达图像
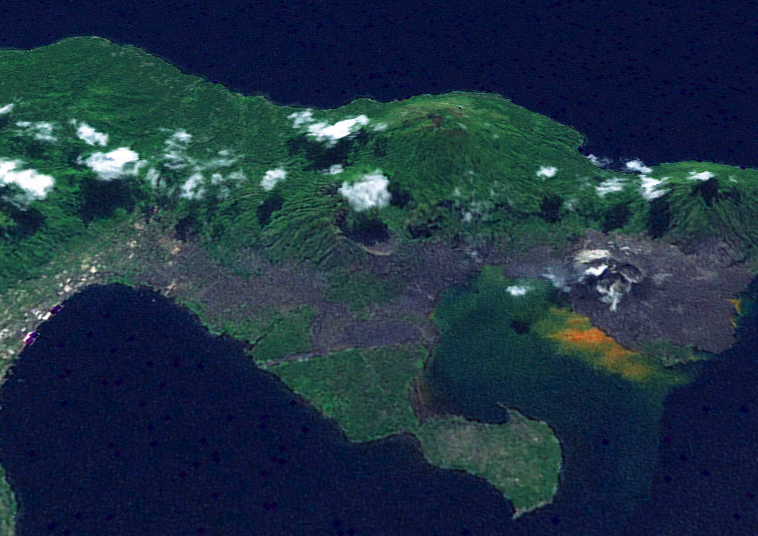
在近地轨道所见的塔乌鲁火山
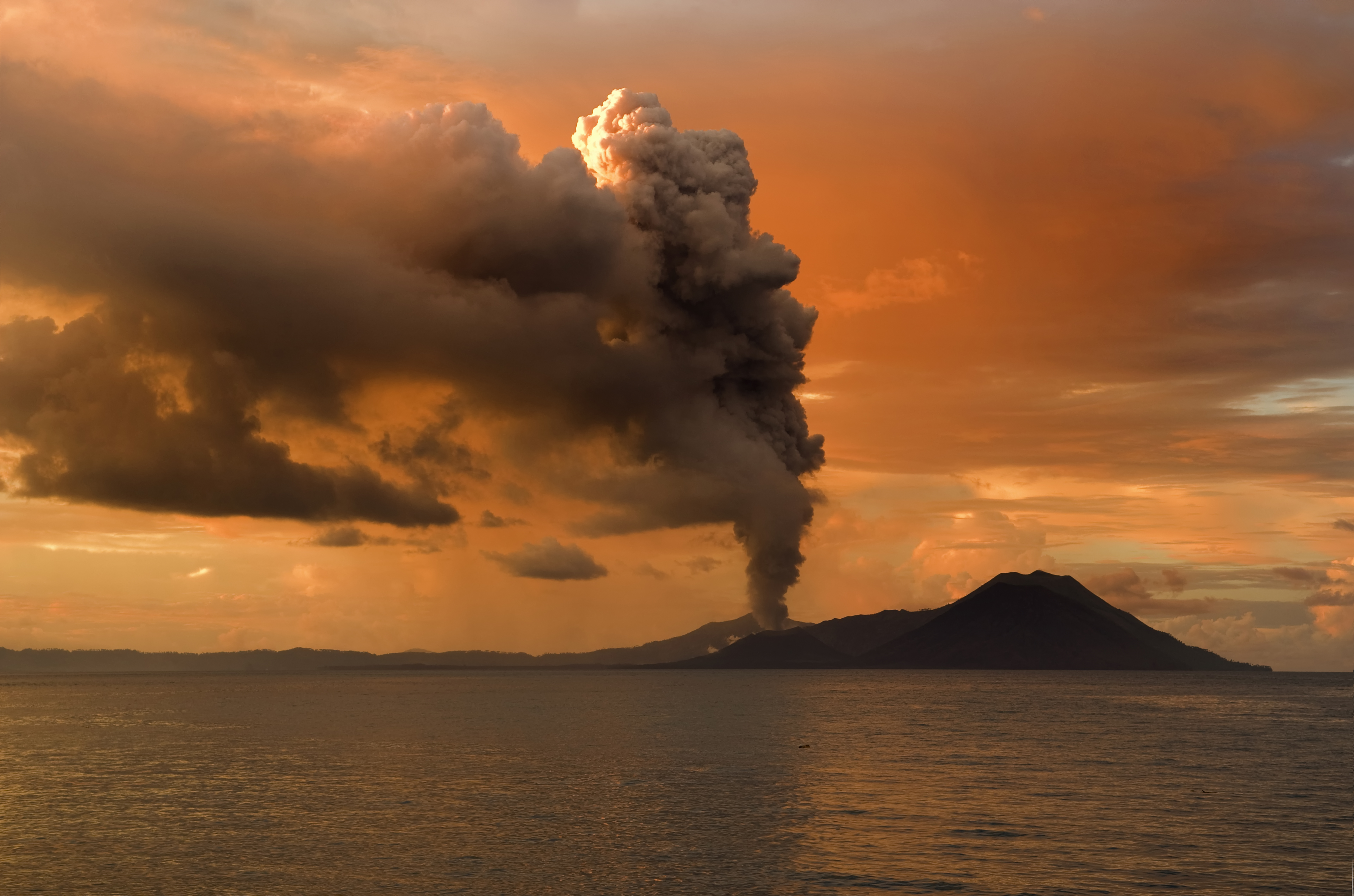
塔乌鲁火山在2009年的喷发
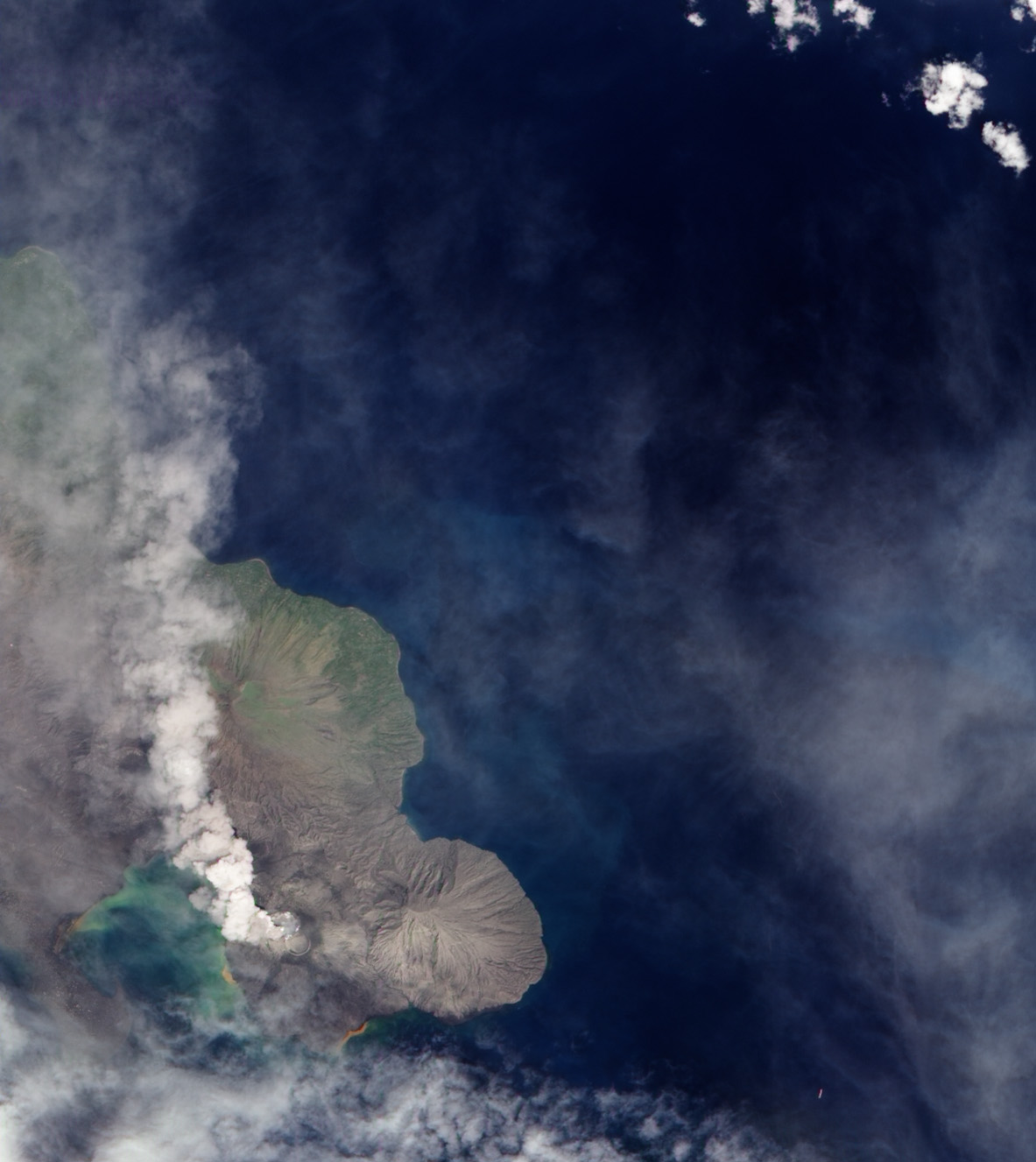
Ash plume from Tavurvur
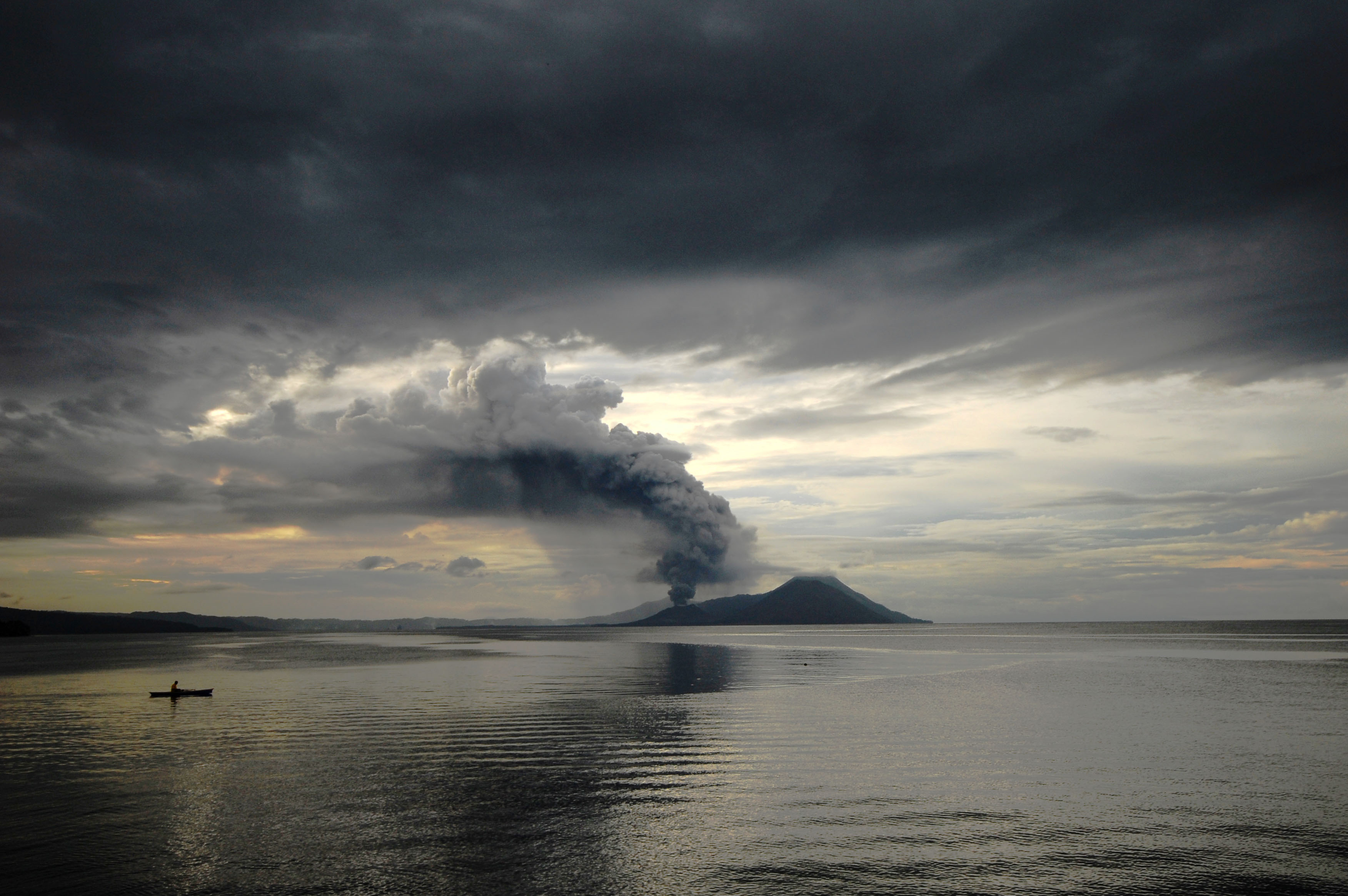